# Figueroa Street
Figueroa Street è una strada nella Contea di Los Angeles che prende il nome da José Figueroa (1792-9 settembre 1835) generale e governatore della Alta California dal 1833 al 1835 che supervisionò la secolarizzazione delle missioni della California.
È una delle strade più lunghe presenti a Los Angeles e corre in direzione nord-sud per più di 48 chilometri tra le comunità di Eagle Rock e Wilmington.
Si snoda da Harry Bridges Boulevard a San Pedro fino a nord della Ventura FreeWay ad ovest della città di Pasadena con una interruzione tra la San Fernando Road nel quartiere di Cypress Park e College Street nel quartiere di Chinatown.